# Joan Didion
Joan Didion (Sacramento (Californië), 5 december 1934 – Manhattan (New York), 23 december 2021) was een Amerikaanse auteur die het bekendst werd door haar romans en haar literaire journalistiek. Haar romans en essays exploreren de desintegratie van de Amerikaanse moraal en de culturele chaos; het overheersende thema is de individuele en sociale fragmentatie. Een gevoel van angst doordringt veel van haar werk. 
Didion overleed op 87-jarige leeftijd aan complicaties als een gevolg van de ziekte van Parkinson.

## Gepubliceerd werk

### Fictie
- Run, River (1963)
- Play It as It Lays (1970)
- A Book of Common Prayer (1977)
- Democracy (1984)
- The Last Thing He Wanted (1996)

### Non-fictie
- Slouching Towards Bethlehem (1968)
- The White Album (1979)
- Salvador (1983)
- Miami (1987)
- After Henry (1992)
- Political Fictions (2001)
- Where I Was From (2003)
- Fixed Ideas: America Since 9.11 (2003, voorwoord van Frank Rich)
- Vintage Didion (2004, selectie uit haar vroegere werk)
- The Year of Magical Thinking (2005)
- We Tell Ourselves Stories in Order to Live: Collected Nonfiction (2006, met haar eerste zeven non-fictieboeken)
- The Year of Magical Thinking (toneelstuk) (2006)
- Blue Nights (2011)
- South and West: From a Notebook (2017)
- Let Me Tell You What I Mean (2021)
- Notes to John (2025, posthuum) [2]

### Scenario's en toneelstukken
- The Panic in Needle Park (1971)
- Play It as It Lays (1972) (gebaseerd op haar roman)
- A Star Is Born  (1976)
- True Confessions (1981)
- Up Close & Personal (1996)
- The Year of Magical Thinking (2007)

- Bibsys: 90051490
- Biblioteca Nacional de España: XX991146
- Bibliothèque nationale de France: cb11900149g (data)
- Catàleg d'autoritats de noms i títols de Catalunya: 981058517938306706
- CiNii: DA03397997
- Gemeinsame Normdatei: 118884131
- International Standard Name Identifier: 0000 0001 2103 3969
- Library of Congress Control Number: n78089822
- Nationale Bibliotheek van Letland: 000249548
- MusicBrainz: c77b6ec0-36e2-4b03-96f8-5bcf49717cbc
- Bibliotheek van het Japanse parlement: 00437880
- Nationale Bibliotheek van Tsjechië: xx0055173
- Nationale Bibliotheek van Israël: 987007274092405171
- Nationale Bibliotheek van Polen: a0000002012244
- Nationale en Universitaire bibliotheek Zagreb: 000053457
- Nederlandse Thesaurus van Auteursnamen: 072849282
- Istituto Centrale per il Catalogo Unico: CFIV015053
- LIBRIS: 238781
- SNAC: w66b0c7t
- Système universitaire de documentation: 026831635
- Virtual International Authority File: 100261335
- WorldCat: E39PBJkD4kcFQxcbRmFjPp3PcP